# Jorge Martínez Salvadores
|  | «Aspar» redirigeix aquí. Vegeu-ne altres significats a «Aspar (desambiguació)». |

Jorge Martínez Salvadores   (Alzira, 29 d'agost de 1962), conegut com a "Aspar", és un antic pilot de motociclisme valencià que va guanyar quatre campionats del món entre el 1986 i el 1988 (tres de 80cc consecutius i el de 125cc de 1988). El seu malnom prové d'"espardenyer" -pronunciat aspardenyer-, l'ofici del seu avi.
Al llarg de la seva carrera al mundial de motociclisme, que durà setze anys, Aspar aconseguí fites com ara quinze victòries en una sola temporada (el 1988, amb sis en 80cc i nou en 125cc), diverses dobles victòries en Gran Premi en un mateix dia (a Imola, Assen, Rijeka i Brno) i, especialment, l'obtenció de dos títols mundials en una sola temporada (1988), un fet que, amb els canvis de reglamentació posteriors, ja no va repetir ningú.
El 1993, abans i tot de la seva retirada definitiva de les competicions -que va formalitzar el 1997-, Aspar va fundar un equip de competició encara actiu actualment, l'Aspar Team. El 2014 va ser nominat FIM Legend i el 2019, MotoGP Legend. Entre altres nombroses distincions, el primer revolt del Circuit Ricardo Tormo de Xest, del qual fou un dels màxims impulsors i responsables, duu el seu nom.

## Carrera esportiva

### Primers anys
Aspar començà a córrer en motocicleta a tot just setze anys, disputant la seva primera cursa a Guadassuar, a la Ribera Alta, amb una Derbi 50 de quatre velocitats llogada. Va quedar-hi en segona posició i allò marcà l'inici de la seva dèria per les motos, que ja no l'hauria d'abandonar mai.
Gràcies a la seva relació amb altres pilots valencians de l'època, com ara Ricardo Tormo o Francisco Pérez Calafat, anà escalant posicions durant uns primers anys d'aprenentatge en què aconseguí trofeus i títols menors (a banda d'èxits com ara el tercer lloc a la Copa Bultaco Streaker de 1979) fins a arribar a 1981, any en què es proclamà Campió d'Espanya per primera vegada (concretament, en 50cc). Aquell títol, així com el subcampionat en 125cc, els guanyà amb sengles Bultaco TSS Mk2.

### Al mundial de motociclisme
Aspar va debutar al mundial amb la seva Bultaco TSS (sota el nom comercial de Motul Bultaco) la temporada de 1982, al Circuit del Jarama. D'ençà d'aquell moment, la seva trajectòria fou fulgurant. Acabà aquell mundial en onzena posició i l'any següent, 1983, hi aconseguí el primer podi (també al Jarama) d'una llarga llista de seixanta-un en total que assolí durant la seva carrera. Aquella temporada acabà el mundial en tretzena posició i es proclamà Campió d'Espanya de 80cc.

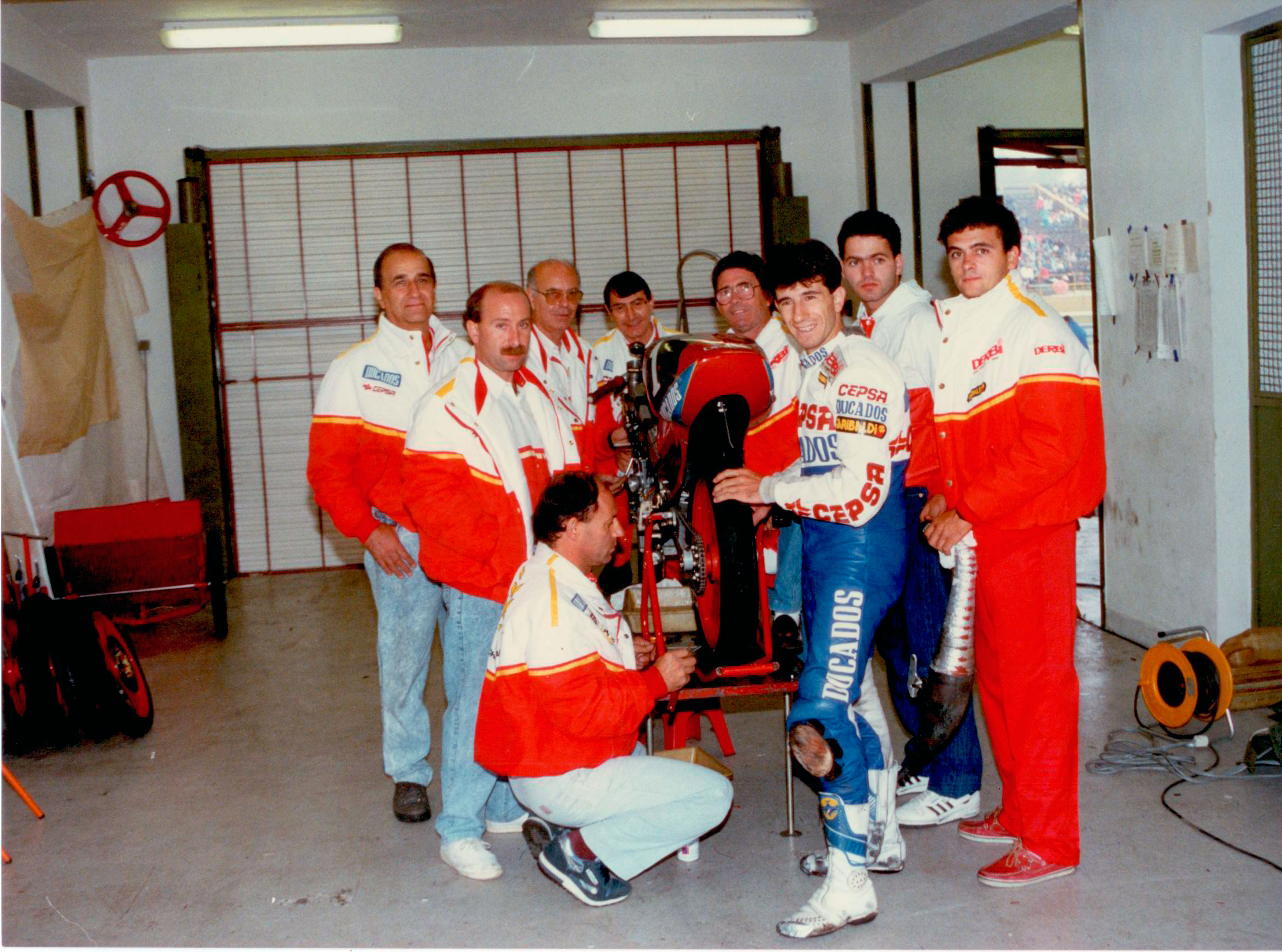
Aspar al box amb els tècnics de Derbi el 1989

El 1984, ja com a pilot oficial de Derbi amb el suport de l'enginyer Paco Tombas, acabà el mundial en quarta posició a la categoria de 80cc, aconseguint al juny a Assen -l'anomenada "catedral del motociclisme"- el primer dels 37 Grans Premis de la seva carrera. També tornà a guanyar el campionat d'Espanya de 80cc. El 1985 seguí progressant: subcampió del món i campió d'Espanya.
El 1986 començà la seva època daurada. Durant tres anys fou l'amo gairebé absolut de les cilindrades petites, arribant a guanyar el mundial de dues categories, 80 i 125cc, el 1988. Malgrat tot, a partir de 1989, el seu darrer any a l'equip de Derbi, no tornà a ser el mateix. Durant aquella temporada, una malaurada ratxa de lesions el relegaren al vuitè lloc del mundial de 80cc i al novè del de 125cc i es va haver de conformar amb els campionats d'Espanya d'ambdues cilindrades. L'any següent, 1990, pilotant una JJ Cobas, només pogué acabar sisè al Mundial, tot i que seguí guanyant al campionat d'Espanya (aquest cop, en 125 i 250cc).
El 1992 decidí de crear la seva pròpia escuderia. Alternà durant aquests darrers anys diferents marques (Honda, Yamaha, Aprilia) però sense aconseguir bons resultats tret d'algun podi i del Campionat d'Europa de 125cc, que guanyà el 1996. A banda, el 1994 guanyà el seu dotzè títol de Campió d'Espanya (aquesta vegada, en 125cc), una xifra que el situa com al segon pilot, després d'Ángel Nieto, que més n'ha guanyat mai. Finalment, després de participar en el Gran Premi d'Austràlia de 1997 (el seu Gran Premi número 196), es retirà del Mundial a l'edat de trenta-cinc anys.

## Aspar Team
La seva retirada com a pilot en actiu no va suposar l'abandonament del món de la competició, ja que des d'aleshores dirigeix l'"Aspar Team", amb el qual continua encara a hores d'ara obtenint èxits esportius en totes les categories del mundial. Diversos dels seus pilots han guanyat campionats del món de 125cc, entre ells Álvaro Bautista (2006), Gábor Talmácsi (2007), Julián Simón (2009) i Nico Terol (2011), tots ells amb motos Aprilia. La temporada del 2010, el pilots del seu equip Nico Terol i Bradley Smith acabaren en segon i quart lloc respectivament al mundial de 125cc amb sengles Aprilia RSA 125, Julián Simón i Mike Di Meglio foren segon i vintè respectivament al de Moto2 amb sengles Suter-Honda i Héctor Barberá fou dotzè al de MotoGP amb una Ducati Desmosedici GP10.
El 2018, Aspar va reanomenar el seu equip com a "Àngel Nieto Team" en honor del seu antic rival i amic, mort en accident l'any anterior. L'equip va tornar a la seva denominació original, "Aspar Team", a començaments del 2020.
El 2022, Aspar va adquirir el Circuit de la Ribera, inaugurat el 2017 entre Guadassuar i Algemesí, i el va transformar en un complex esportiu de 350.000 m² amb diversos equipaments d'esports de motor. Des del 2024, l'ara anomenat Aspar Circuit és la seu i base d'operacions de l'Aspar Team.

## Resultats al Mundial de motociclisme
Barem de puntuació de 1969 a 1987:
| Posició | 1  | 2  | 3  | 4 | 5 | 6 | 7 | 8 | 9 | 10 |
| Punts   | 15 | 12 | 10 | 8 | 6 | 5 | 4 | 3 | 2 | 1  |

Barem de puntuació de 1988 a 1991:
| Posició | 1  | 2  | 3  | 4  | 5  | 6  | 7 | 8 | 9 | 10 | 11 | 12 | 13 | 14 | 15 |
| Punts   | 20 | 17 | 15 | 13 | 11 | 10 | 9 | 8 | 7 | 6  | 5  | 4  | 3  | 2  | 1  |

Barem de puntuació de 1992:
| Posició | 1  | 2  | 3  | 4  | 5 | 6 | 7 | 8 | 9 | 10 |
| Punts   | 20 | 15 | 12 | 10 | 8 | 6 | 4 | 3 | 2 | 1  |

Barem de puntuació de 1993 ençà:
| Posició | 1  | 2  | 3  | 4  | 5  | 6  | 7 | 8 | 9 | 10 | 11 | 12 | 13 | 14 | 15 |
| Punts   | 25 | 20 | 16 | 13 | 11 | 10 | 9 | 8 | 7 | 6  | 5  | 4  | 3  | 2  | 1  |

(Ids. Grans Premis | Llegenda) (Curses en negreta indiquen pole; curses en  itàlica indiquen volta ràpida)
| Any  | Categoria | Moto           | 1      | 2      | 3      | 4      | 5      | 6       | 7       | 8      | 9      | 10     | 11     | 12     | 13     | 14     | 15     | Punts | Posició | Victòries |
| ---- | --------- | -------------- | ------ | ------ | ------ | ------ | ------ | ------- | ------- | ------ | ------ | ------ | ------ | ------ | ------ | ------ | ------ | ----- | ------- | --------- |
| 1982 | 50cc      | Bultaco        | ESP 6  | NAT -  | DTT -  | YUG 6  | SM -   | GER -   |         |        |        |        |        |        |        |        |        | 10    | 11è     | 0         |
| 1983 | 50cc      | Bultaco        | FRA -  | NAT -  | GER -  | ESP 3  | YUG -  | DTT -   | SM -    |        |        |        |        |        |        |        |        | 10    | 13è     | 0         |
| 1984 | 80cc      | Derbi          | NAT 7  | ESP 8  | AUT 5  | GER NC | YUG 3  | DTT 1   | BEL 2   | SM 2   |        |        |        |        |        |        |        | 62    | 4t      | 1         |
| 1985 | 80cc      | Derbi          | ESP 1  | GER NC | NAT 1  | YUG 2  | DTT 3  | FRA NC  | SM 1    |        |        |        |        |        |        |        |        | 67    | 2n      | 3         |
| 1986 | 80cc      | Derbi          | ESP 1  | NAT 2  | GER NC | AUT 1  | YUG 1  | DTT 1   | GBR 3   | SWE -  | SM 2   | BWU NC |        |        |        |        |        | 94    | 1r      | 4         |
| 1987 | 80cc      | Derbi          | ESP 1  | GER 2  | NAT 1  | AUT 1  | YUG 1  | DTT 1   | GBR 1   | CSR 2  | SM NC  | POR 1  |        |        |        |        |        | 129   | 1r      | 7         |
| 1988 | 80cc      | Derbi          | ESP 2  | EXP 1  | NAT 1  | GER 1  |        | DTT 1   | YUG 1   |        |        |        | CSR 1  |        |        |        |        | 137   | 1r      | 6         |
| 1988 | 125cc     | Derbi          | ESP 1  | NAT 1  | GER NC | AUT 1  | DTT 1  | BEL 1   | YUG 1   | FRA 1  | GBR 2  | SWE 1  | CSR 1  |        |        |        |        | 197   | 1r      | 9         |
| 1989 | 80cc      | Derbi          |        |        | ESP NC | NAT 1  | GER NC | YUG NC  | DTT NC  |        |        |        |        | CSR 3  |        |        |        | 35    | 8è      | 1         |
| 1989 | 125cc     | Derbi          | JPN NC | AUS NC | ESP 2  | NAT NC | GER NC | AUT NVC | DTT 7   | BEL NC | FRA 1  | GBR NC | SWE 4  | CSR 4  |        |        |        | 72    | 9è      | 1         |
| 1990 | 125cc     | JJ Cobas       | JPN NC |        | ESP 1  | NAT 1  | GER NC | AUT 1   | YUG NC  | DTT 5  | BEL NC | FRA 6  | GBR 4  | SWE 17 | CSR 8  | HUN NC | AUS 13 | 105   | 6è      | 3         |
| 1990 | 250cc     | JJ Cobas       | JPN NC | USA 16 | ESP NC | NAT 12 | GER NC | AUT 14  | YUG -   | DTT 14 | BEL NC | FRA NC | GBR NC | SWE NC | CSR 19 | HUN NC | AUS 11 | 13    | 24è     | 0         |
| 1991 | 125cc     | JJ Cobas-Honda | JPN 5  | AUS 10 | ESP 5  | ITA NC | GER 6  | AUT 7   | EUR 4   | DTT 14 | FRA 11 | GBR 6  | SM 7   | CSR 4  | MAL NC |        |        | 99    | 6è      | 0         |
| 1992 | 125cc     | Honda          | JPN NC | AUS 6  | MAL 4  | ESP 9  | ITA 6  | EUR 10  | GER NC  | DTT 5  | HUN NC | FRA 3  | GBR 8  | BRA 2  | RSA 1  |        |        | 83    | 7è      | 1         |
| 1993 | 125cc     | Honda          | AUS NC | MAL 10 | JPN 9  | ESP 7  | AUT 17 | GER 13  | DTT DNF | EUR 6  | SM 7   | GBR 11 | CZE 8  | ITA 12 | USA 12 | FIM 7  |        | 74    | 8è      | 0         |
| 1993 | 250cc     | -              | AUS -  | MAL -  | JPN -  | ESP -  | AUT -  | GER -   | DTT -   | EUR -  | SM NC  | GBR -  | CZE -  | ITA -  | USA -  | FIM -  |        | 0     | -       | 0         |
| 1994 | 125cc     | Yamaha         | AUS NC | MAL 3  | JPN 7  | ESP 9  | AUT 17 | GER 7   | DTT 2   | ITA 7  | FRA 6  | GBR 10 | CZE 4  | USA 5  | ARG 1  | EUR NC |        | 135   | 6è      | 1         |
| 1995 | 125cc     | Yamaha         | AUS 13 | MAL 20 | JPN NC | ESP 13 | GER NC | ITA NC  | DTT NC  | FRA NC | GBR 8  | CZE 18 | BRA 11 | ARG 8  | EUR NC |        |        | 27    | 18è     | 0         |
| 1996 | 125cc     | Aprilia        | MAL NC | INA 5  | JPN 8  | ESP NC | ITA 13 | FRA NC  | DTT 9   | GER 7  | GBR 4  | AUT 6  | CZE 2  | IMO 3  | CAT 8  | BRA 4  | AUS 4  | 131   | 5è      | 0         |
| 1997 | 125cc     | Aprilia        | MAL 6  | JPN 5  | ESP 3  | ITA 2  | AUT NC | FRA -   | DTT 6   | IMO 6  | GER 6  | BRA 7  | GBR NC | CZE NC | CAT 12 | INA 3  | AUS 13 | 119   | 6è      | 0         |